# Alt Krenzlin
Alt Krenzlin é um município da Alemanha, situado no distrito de Ludwigslust-Parchim, no estado de Mecklemburgo-Pomerânia Ocidental. Tem 37,57 km² de área, e sua população em 2019 foi estimada em 754 habitantes.

## Geografia
Alt Krenzlin está localizado na área de Griesen , uma área arborizada entre os rios Sude , Elde e Elba. O Canal Ludwigslust e o fluxo Rögnitz no sudeste da área municipal .